# The Life of Shakespeare
The Life of Shakespeare é um filme biográfico britânico de 1914, dirigido por Frank R. Growcott e J. B. McDowell, estrelado por Albert Ward, Sybil Hare e George Foley. Segue-se a vida do dramaturgo inglês William Shakespeare.

## Elenco
- Albert Ward - William Shakespeare
- Sybil Hare - Anne Hathaway
- George Foley - Sir Thomas Lucy
- Aimee Martinek - Queen Elizabeth
- M. Gray Murray - Sir Hugh Clopton
- Eva Bayley - Senhora Shakespeare
- Miss Bennett - Charlotte Clopton